# ソクジュ
ソクジュ（Sokoudjou、1984年4月18日 - ）は、カメルーンの男性総合格闘家。ホムラ出身。アメリカ合衆国カリフォルニア州サンディエゴ在住。チーム・クエスト所属。現Australian FCライトヘビー級王者。元KSWライトヘビー級王者。
「アフリカン・アサシン」の異名を持つ、ネイティブアフリカンの格闘家である。

## 来歴
2001年にアメリカ合衆国カリフォルニア州に移住し、柔道選手として活動。
その後、中村和裕戦を控えたダン・ヘンダーソンのスパーリング・パートナーとして起用されたことから、総合格闘技と関わりを持つ。柔道のオリンピック予選に参加することができなかったことを契機に柔道から総合格闘技へと転身。
2006年7月15日、Total Combat 15にてプロ総合格闘家としてデビューし、判定勝ち。
2006年10月12日、WEC初参戦となったWEC 24でグローバー・テイシェイラと対戦し、KO負け。

### PRIDE
2007年2月24日、PRIDE初参戦となったPRIDE.33でアントニオ・ホジェリオ・ノゲイラと対戦し、1ラウンド開始23秒で左フックでTKO勝ち。
2007年4月8日、PRIDE.34でヒカルド・アローナと対戦し、1ラウンドに右アッパーでKO勝ち。

### UFC・DREAM・Strikeforceなど
2007年12月29日、UFC初参戦となったUFC 79でリョート・マチダと対戦し、肩固めで一本負け。
2008年5月24日のUFC 84で中村和裕と対戦し、右ストレートでダウンを奪い、1ラウンド終了時に脚の負傷によるTKO勝ち。
2008年10月18日のUFC 89でルイス・カーニと対戦し、TKO負けを喫した。
2009年1月24日、Affliction: Day of Reckoningでレナート・ババルと対戦し、アナコンダチョークで一本負けを喫した。
2009年5月26日、DREAM初参戦となったDREAM.9のスーパーハルクトーナメント1回戦でヤン・"ザ・ジャイアント"・ノルキヤと対戦し、パウンドでKO勝ち。レフェリーが試合をストップした後も、パウンドを止めずリング上に双方のセコンドが入り揉み合いとなったため、ソクジュに対しイエローカードが提示された。
2009年10月6日、DREAM.11のスーパーハルクトーナメント準決勝でボブ・サップと対戦し、パウンドでTKO勝ち。ゲガール・ムサシとの対戦予定だったが、ムサシの負傷によりサップとの対戦となった。
2009年11月7日、Strikeforce初参戦となったStrikeforce: Fedor vs. RogersでDREAM.11で対戦予定であったゲガール・ムサシと改めて対戦し、パウンドでTKO負けを喫した。
2009年12月31日、Dynamite!! 〜勇気のチカラ2009〜のスーパーハルクトーナメント決勝戦でミノワマンと対戦し、3Rに左フックでKO負け。
2010年9月11日、Shark Fightsでヒューストン・アレクサンダーと対戦し、パウンドでTKO負けを喫した。
2010年11月9日、イスラエルで開催されたIsrael FCでワルダス・ポセヴィーチェスと対戦し、判定勝ち。
2011年3月19日、KSW 15のKSWライトヘビー級王座決定戦でヤン・ブラホヴィッチと対戦し、2R終了時にヤンが足へのダメージによる負傷で棄権したためTKO勝ちを収め王座獲得に成功した。
2011年11月26日、KSW 17のライトヘビー級タイトルマッチでヤン・ブラホヴィッチと再戦し、判定負けを喫し王座陥落した。
2016年5月21日、Venator FC 3: Palhares vs. Meekで、マット・ハミルに1Rわずか37秒でKO勝ち。
2017年6月15日、M-1 Challenge 80: Kharitonov vs. Sokoudjouで、セルゲイ・ハリトーノフと対戦し、パンチをヒットさせた直後にカウンターを受けて1RKO負け。
2017年10月28日、Australian FC 21にてライトヘビー級タイトルマッチを行い、ジェイミー・アブダラと対戦し、パンチの連打で2RKO勝利。王座獲得に成功した。

## 人物・エピソード
- K-1の大ファンでありK-1のDVDは全て所有している[8]。
- PRIDE以降は、膝を大きく負傷したことで、テーピングが許可されている団体では膝をテーピングで固めて戦うなど、キャリアが上手くいかない時期が続いたことがある

## 戦績

### 総合格闘技
| 総合格闘技 戦績 | 総合格闘技 戦績 | 総合格闘技 戦績 | 総合格闘技 戦績 | 総合格闘技 戦績 | 総合格闘技 戦績 | 総合格闘技 戦績 |
| --------------- | --------------- | --------------- | --------------- | --------------- | --------------- | --------------- |
| 37 試合         | (T)KO           | 一本            | 判定            | その他          | 引き分け        | 無効試合        |
| 19 勝           | 13              | 1               | 4               | 1               | 0               | 0               |
| 18 敗           | 13              | 2               | 3               | 0               | 0               | 0               |

| 勝敗 | 対戦相手                           | 試合結果                           | 大会名                                                                               | 開催年月日     |
| ○    | ジェイミー・アブダラ               | 2R 2:42 TKO（パンチ連打）          | Australian FC 21 / Kunlun Fight MMA 16 【Australian FCライトヘビー級タイトルマッチ】 | 2017年10月28日 |
| ×    | セルゲイ・ハリトーノフ             | 1R 0:40 KO（パンチ）               | M-1 Challenge 80: Kharitonov vs. Sokoudjou                                           | 2017年6月15日  |
| ×    | ウカシュ・ユルコフスキ             | 5分3R終了 判定0-2                  | KSW 39: Colosseum                                                                    | 2017年5月27日  |
| ○    | マルセロ・テノリオ                 | 1R TKO（打撃）                     | Australian FC 18                                                                     | 2017年4月14日  |
| ×    | チアゴ・シウバ                     | 3R 2:38 TKO（パンチ連打）          | Fight 2 Night                                                                        | 2016年11月4日  |
| ×    | トマシュ・ナルクン                 | 1R 4:38 TKO（スタンドパンチ連打）  | KSW 36: Materla vs. Palhares 【KSWライトヘビー級タイトルマッチ】                     | 2016年10月1日  |
| ○    | マット・ハミル                     | 1R 0:37 KO（パンチ連打）           | Venator FC 3: Palhares vs. Meek                                                      | 2016年5月21日  |
| ×    | ポール・ブエンテロ                 | 3R 3:12 KO（左ストレート）         | Abu Dhabi Warriors 3                                                                 | 2015年10月3日  |
| ×    | リントン・ヴァッセル               | 2R 3:18 TKO（パウンド）            | Bellator 134: The British Invasion                                                   | 2015年2月27日  |
| ○    | マリク・メラ                       | 2R 4:04 TKO（グラウンドの肘打ち）  | Bellator 127                                                                         | 2014年10月3日  |
| ○    | テリー・ダヴィニー                 | 1R 4:16 リアネイキドチョーク       | Bellator 121                                                                         | 2014年6月6日   |
| ×    | コンスタンチン・エローヒン         | 1R 2:28 KO（パンチ連打）           | Fight Nights: Battle of Moscow 14                                                    | 2013年12月7日  |
| ×    | エフゲニー・エローヒン             | 3R 4:40 TKO（打撃）                | FEFoMP: Mayor's Cup in Pankration                                                    | 2013年5月25日  |
| ○    | ウィ・スンベ                       | 5分3R終了 判定3-0                  | ROAD FC 011                                                                          | 2013年4月13日  |
| ○    | デニス・コムキン                   | 1R 0:58 KO（ハイキック）           | FEFoMP: Battle of Empires 2                                                          | 2012年12月15日 |
| ×    | ヤン・ブラホヴィッチ               | 5分3R終了 判定0-3                  | KSW 17: Revenge 【KSWライトヘビー級タイトルマッチ】                                  | 2011年11月26日 |
| ×    | ライアン・ジモー                   | 5分5R終了 判定0-3                  | MFC 31: Rundown 【MFCライトヘビー級タイトルマッチ】                                  | 2011年10月7日  |
| ○    | ロイ・バウトン                     | 5分3R終了 判定3-0                  | SFS 1: Mein vs. Zaromskis                                                            | 2011年6月10日  |
| ○    | ヤン・ブラホヴィッチ               | 2R終了時 TKO（棄権）               | KSW 15: Konfrontacja 【KSWライトヘビー級王座決定戦】                                 | 2011年3月19日  |
| ○    | ワルダス・ポセヴィーチェス         | 5分3R終了 判定3-0                  | Israel Fighting Championship: Genesis                                                | 2010年11月9日  |
| ×    | シャミル・アブドゥラヒモフ         | 3R 2:17 TKO（パンチ連打）          | ADFC: Round 2 【無差別級グランプリ 準決勝】                                          | 2010年10月22日 |
| ×    | ヒューストン・アレクサンダー       | 2R 1:31 TKO（パウンド）            | Shark Fights 13: Jardine vs. Prangley                                                | 2010年9月11日  |
| ○    | ホアキム・フェレイラ               | 1R 1:20 TKO（パンチ連打）          | Impact FC 1: The Uprising Brisbane                                                   | 2010年7月10日  |
| ○    | デイブ・ハーマン                   | 2R 失格（グラウンドの膝蹴り）      | ADFC: Battle of the Champions 【無差別級グランプリ 1回戦】                           | 2010年5月14日  |
| ×    | ミノワマン                         | 3R 3:29 KO（左フック）             | Dynamite!! 〜勇気のチカラ2009〜 【スーパーハルクトーナメント 決勝】                  | 2009年12月31日 |
| ×    | ゲガール・ムサシ                   | 2R 3:43 TKO（パウンド）            | Strikeforce: Fedor vs. Rogers                                                        | 2009年11月7日  |
| ○    | ボブ・サップ                       | 1R 1:31 TKO（パウンド）            | DREAM.11 フェザー級グランプリ2009 決勝戦 【スーパーハルクトーナメント 準決勝】       | 2009年10月6日  |
| ○    | ヤン・"ザ・ジャイアント"・ノルキヤ | 1R 2:29 KO（パウンド）             | DREAM.9 フェザー級グランプリ2009 2nd ROUND 【スーパーハルクトーナメント 1回戦】      | 2009年5月26日  |
| ×    | レナート・ババル                   | 2R 2:37 アナコンダチョーク         | Affliction: Day of Reckoning                                                         | 2009年1月24日  |
| ×    | ルイス・カーニ                     | 2R 4:15 TKO（右フック→パウンド）   | UFC 89: Bisping vs. Leben                                                            | 2008年10月18日 |
| ○    | 中村和裕                           | 1R終了時 TKO（脚の負傷）           | UFC 84: Ill Will                                                                     | 2008年5月24日  |
| ×    | リョート・マチダ                   | 2R 4:20 肩固め                     | UFC 79: Nemesis                                                                      | 2007年12月29日 |
| ○    | ヒカルド・アローナ                 | 1R 1:59 KO（右アッパー）           | PRIDE.34                                                                             | 2007年4月8日   |
| ○    | アントニオ・ホジェリオ・ノゲイラ   | 1R 0:23 TKO（左フック）            | PRIDE.33 "THE SECOND COMING"                                                         | 2007年2月24日  |
| ×    | グローバー・テイシェイラ           | 1R 1:41 KO（パンチ連打）           | WEC 24: Full Force                                                                   | 2006年10月12日 |
| ○    | ポール・ウェアメッキ               | 1R 2:11 TKO（ハイキック→パウンド） | SportFight 17: Hot Zone                                                              | 2006年8月5日   |
| ○    | ゲイリー・パディラ                 | 5分3R終了 判定2-1                  | Total Combat 15                                                                      | 2006年7月15日  |

### キックボクシング
| 勝敗 | 対戦相手               | 試合結果       | 大会名 | 開催年月日     |
| ×    | ジャスティン・カーバー | 3R終了 判定0-3 | WCMT   | 2005年11月19日 |

## 獲得タイトル
- 第2代KSWライトヘビー級王座（2011年）
- 第2代Australian FCライトヘビー級王座（2017年）

## 表彰
- ブラジリアン柔術 紫帯
- 柔道 黒帯二段